# Ligesidet trekant
En ligesidet trekant er en trekant hvor alle siderne er lige lange. På grund af symmetri er vinklerne også lige store, nemlig 60o grader (vinkelsummen i enhver trekant er 180o grader). I en ligesidet trekant falder medianer, midtnormaler, højder og vinkelhalveringslinjer sammen.

## Egenskaber
Givet sidelængden {\displaystyle s}
- Højden (vinkelret afstand fra side til spids): {\displaystyle h=s\sin \pi /3=s{\frac {\sqrt {3}}{2}}}
- Arealet: {\displaystyle A=s^{2}{\frac {\sqrt {3}}{4}}}

- Wikimedia Commons har flere filer relateret til Ligesidet trekant

| Dodekaeder | Spire Denne artikel om geometri er en spire som bør udbygges. Du er velkommen til at hjælpe Wikipedia ved at udvide den. |